# Epizeuxis concisa
Epizeuxis concisa är en fjärilsart som beskrevs av Walker 1860. Epizeuxis concisa ingår i släktet Epizeuxis och familjen nattflyn. Inga underarter finns listade i Catalogue of Life.